# Fróði Benjaminsen
Fróði Benjaminsen, född 14 december 1977 i Toftir, är en färöisk fotbollsspelare som sedan 2017 spelar i Víkingur och för Färöarnas landslag, där han spelat över 90 landskamper. Han har vunnit den färöiska ligan fyra gånger.

## Meriter
B36 Tórshavn
- Färöiska ligan: 2005
- Färöiska cupen: 2006
- Färöiska supercupen: 2007

HB Tórshavn
- Färöiska ligan: 2009, 2010, 2013
- Färöiska supercupen: 2009, 2010